# Baconnes
Baconnes település Franciaországban, Marne megyében. Lakosainak száma 292 fő (2022. január 1.). Baconnes Aubérive, Mourmelon-le-Grand, Mourmelon-le-Petit, Prosnes, Saint-Hilaire-le-Grand és Sept-Saulx községekkel határos.

## Népesség
A település népességének változása:
| Lakosok száma | 160  | 136  | 147  | 278  | 290  | 277  | 270  | 266  | 275  | 292  |
|               | 1968 | 1982 | 1990 | 2006 | 2013 | 2015 | 2017 | 2019 | 2020 | 2022 |